# Erotický horor
Erotický horor, nebo též hororová erotika či temná erotika, je termín používaný pro dílo, ve kterém se mísí smyslné a sexuální obrazy s hrůznými podtóny. Dá se také říci, že jde o erotický snímek s hororovými prvky. Hororová fikce tohoto typu je nejčastější v literatuře a filmu, vzácněji v umění. Erotické hororové filmy jsou základním kamenem španělských hororů.